# International Pony
International Pony est un groupe allemand d'electro, originaire de Hambourg, actif entre 1998 et 2010.

## Histoire
Le groupe est formé en 1998 par Stefan Kozalla, connu sous le nom de DJ Koze, Daniel Sommer, connu sous le nom de Cosmic DJ, et Carsten Meyer, connu sous le nom d'Erobique. DJ Koze et Cosmic DJ étaient tous deux membres du groupe Fischmob avant de former le nouveau groupe International Pony. Durant son existence, International Pony sort les albums We Love Music (2002), Bass is Boss (2004) et Mit Dir Sind Wir Vier (2006), puis décide de se séparer en 2010.
Leur mélange de funk et d'electro les conduit à divers concerts de remixes.

## Discographie

### Albums studio
- 2002 : We Love Music (Columbia Records)
- 2003 : Bass Is Boss (Columbia)
- 2006 : Mit Dir sind wir vier (Columbia)[3]

### Singles
- 2002 : Leaving Home
- 2002 : Hangin 'Around
- 2003 : My Mouth
- 2006 : Gothic Girl
- Our House
- The Sweet Madness[4]

Le morceau Leaving Home est la chanson-thème de l'émission Into the Night with Rick Dees (2009).